# Alfred Harmsworth (1837-1889)
Alfred Harmsworth (3 juillet 1837 - 16 juillet 1889) est un avocat britannique et le père de plusieurs des principaux propriétaires de journaux du Royaume-Uni, dont cinq ont reçu des titres héréditaires - deux vicomtes, un baron et deux baronnets. Un autre fils a conçu l'emblématique bouteille d'eau minérale bulbeuse Perrier.

## Famille
Alfred Harmsworth est né le 3 juillet 1837 à Marylebone, Londres, fils unique de Charles Harmsworth et Hannah Carter.
Le 21 septembre 1864, à l' église St Stephen, à Dublin, il épouse Geraldine Mary Maffett (1838–1925), l'un des huit enfants de William Maffett, agent foncier dans le comté de Down, et sa deuxième épouse Margaret Finlayson. Ils ont vécu à Dublin jusqu'en 1867, lorsqu'ils ont déménagé à Londres, d'abord à St John's Wood, puis à Hampstead lorsque la fortune de la famille a décliné, en partie en raison du "penchant pour l'alcool" de Harmsworth, bien qu'ils aient toujours été à court d'argent, en partie pour avoir eu beaucoup d'enfants,.
Les Harmsworths ont 14 enfants, dont trois sont morts en bas âge :
- Alfred Harmsworth, 1er vicomte Northcliffe (1865–1922)
- Geraldine Adelaide Hamilton Harmsworth (1866–1945), épouse Lucas White King, mère de Cecil Harmsworth King[4]
- Harold Harmsworth 1er vicomte Rothermere (1868–1940)
- Cecil Harmsworth, 1er baron Harmsworth) (1869–1948)
- Leicester Harmsworth 1re baronnet (1870–1937)
- Hildebrand Harmsworth 1re baronnet (1872–1929)
- Violet Grace Harmsworth (1873–1961), épouse William Wild[3]
- Charles Harmsworth (1874–1942)
- St John Harmsworth (1876–1933)
- Maud Harmsworth (1877–187?)
- Christabel Rose Harmsworth (1880–1967)
- Vyvyan George Harmsworth (1881–1957)
- Muriel Harmsworth (1882–188?)
- Harry Stanley Giffard Harmsworth (1885–188?).

En 1939, il y avait cinq Lady Harmsworth.

## Carrière
Il est avocat au Middle Temple et l'un des avocats permanents du Great Northern Railway. Il est décrit comme un avocat "infructueux". Ce n'est qu'après sa mort que l'empire de presse créé par ses fils a vraiment décollé. Harmsworth est le fondateur du Sylvan Debating Club, dont il est le secrétaire pendant plusieurs années.
Il est décédé le 16 juillet 1889 et est enterré au cimetière d' East Finchley. Il est mort d'une cirrhose du foie, tout comme son fils Hildebrand, tous deux dans la cinquantaine.